# Système dynamique
En mathématiques, en chimie ou en physique, un système dynamique est un système dont l'évolution dans le temps est décrite par une loi. Ce peut être l'évolution d'une réaction chimique au cours du temps, le mouvement des planètes dans le système solaire (régi par la loi universelle de la gravitation de Newton) ou encore l'évolution de la mémoire d'un ordinateur sous l'action d'un programme informatique. Formellement on distingue les systèmes dynamiques à temps discret (comme un programme informatique) des systèmes dynamiques à temps continu (comme une réaction chimique).
Un système dynamique est causal, c’est-à-dire que son avenir ne dépend que de phénomènes du passé ou du présent. Il peut être :
- déterministe, c’est-à-dire qu'à une « condition initiale » donnée à l'instant « présent » va correspondre à chaque instant ultérieur un et un seul état « futur » possible. Par exemple les systèmes modélisés par des équations différentielles ordinaires dont l'existence et l'unicité des solutions est vérifiée.
- stochastique, si son évolution est régie par une loi de probabilité. C'est le cas des systèmes décrits par des équations différentielles stochastiques.

Bien que les deux termes soient souvent opposés, il existe des systèmes à la fois non stochastiques et non déterministes,,,,. Pour ces systèmes, une « condition initiale » donnée à l'instant « présent » donne à chaque instant ultérieur un ensemble d'états « futurs » possibles sans qu'aucune notion d'aléatoire ne soit pour autant mise en jeu. C'est le cas des systèmes modélisés par certaines équation différentielles ordinaires ne respectant pas le théorème de Cauchy-Lipschitz  (le dôme de Norton en est un exemple en mécanique newtonienne,), ou encore des systèmes modélisés par des inclusions différentielles.
Les systèmes déterministes pour lesquels on peut également décrire parfaitement tous les états passés à partir d'un état présent et de son futur sont appelés systèmes dynamiques réversibles.

## Notion d'état dynamique
Il faut faire attention au sens très particulier que prend la notion d’état pour la théorie des systèmes dynamiques. Un paradoxe de Zénon permet de présenter la difficulté. Zénon demandait : « Soit une flèche en vol. À un instant, est-ce qu’elle est au repos ou en mouvement ? » Si on répondait qu’elle est en mouvement, il disait « Mais être en mouvement, c’est changer de position. À un instant, la flèche a une position, elle n’en change pas. Elle n’est donc pas en mouvement. » Si on répondait qu’elle est au repos, il disait « Mais si elle est au repos à cet instant, elle est aussi au repos à tous les autres instants, elle est donc toujours au repos. Elle n’est jamais en mouvement. Mais comment alors peut-elle passer d’une position à une autre ? » Il en concluait qu’il n’est pas possible de dire des vérités sur ce qui est en mouvement. Tout ce qui est en mouvement serait par nature mensonger et il n’y aurait pas de vérités à propos de la matière mais seulement à propos des grandes idées, pourvu qu’elles soient immuables. Le sens commun est exactement inverse. On croit plus couramment à la vérité de ce qu’on voit qu’aux vérités métaphysiques. La théorie des systèmes dynamiques rejoint le sens commun sur ce point.
La notion d’état dynamique fournit une solution au paradoxe de Zénon : à un instant, la flèche est en mouvement, elle a une position mais elle est en train de changer de position, elle a une vitesse instantanée. Les nombres qui mesurent sa position et sa vitesse sont les valeurs de ses variables d’état. Les variables d’état sont toutes les grandeurs physiques qui déterminent l’état instantané du système et qui ne sont pas constantes a priori. On les appelle aussi les variables dynamiques. Si on prend une photo au flash, on ne voit pas que la flèche est en mouvement, mais on peut le détecter par d’autres moyens, par l’effet Doppler par exemple, sans avoir à mesurer un changement de position. L’état dynamique d’un système est un état instantané, mais c’est un état de mouvement. Il est déterminé par les valeurs de toutes les variables d’état à cet instant.

### Espace des phases
L'espace des phases est une structure correspondant à l'ensemble de tous les états possibles du système considéré. Ce peut être un espace vectoriel, une variété différentielle ou un fibré vectoriel, une variété algébrique, un corps de nombres, un espace mesurable…
Pour un système possédant n degrés de liberté, l'espace des phases {\displaystyle \Gamma } du système possède n dimensions, de telle sorte que l'état complet {\displaystyle x(t)\in \Gamma } du système à l'instant t est en général un vecteur à n composantes.

## Système dynamique à temps discret, suite récurrente

### Dynamique discrète
Un système dynamique discret (parfois dit temps-discret) est généralement défini par une suite récurrente, via une application bijective {\displaystyle \phi :\Gamma \to \Gamma } de l'espace des phases sur lui-même (on étudie aussi la dynamique d'applications non nécessairement bijectives, notamment en dynamique holomorphe). Elle opère de la façon suivante : étant donné une condition initiale {\displaystyle x_{0}} de l'état du système, le premier état suivant est :
| {\displaystyle x_{1}\ =\ \phi (x_{0})} |

Le second état, qui suit immédiatement le premier, est :
| {\displaystyle x_{2}\ =\ \phi (x_{1})\ =\ \phi (\phi (x_{0}))\ =\ (\phi \circ \phi )(x_{0})\ =\ \phi ^{2}(x_{0})} |

et ainsi de suite, de telle sorte que le n-ième état est donné par :
| {\displaystyle x_{n}\ =\ \phi (x_{n-1})\ =\ \dots \ =\ \phi ^{n}(x_{0})} |

Pour remonter dans le passé, il suffit d’inverser la fonction {\displaystyle \phi }, ce qui est toujours possible pour une bijection.

### Classification des dynamiques
On distingue plusieurs grands types de dynamiques en fonction de la nature mathématique de l'espace des phases :
- lorsque {\displaystyle \Gamma } est un espace topologique et l'application {\displaystyle \phi :\Gamma \to \Gamma } un homéomorphisme, on parle de dynamique topologique ;
- lorsque {\displaystyle \Gamma } est une variété différentielle et l'application {\displaystyle \phi :\Gamma \to \Gamma } un difféomorphisme, on parle de dynamique différentielle ;
- lorsque {\displaystyle \Gamma } est une variété analytique complexe et l'application {\displaystyle \phi :\Gamma \to \Gamma } est holomorphe, on parle de dynamique holomorphe ou dynamique complexe ;
- lorsque {\displaystyle \Gamma } est un espace mesuré et {\displaystyle \phi :\Gamma \to \Gamma } une application qui préserve la mesure, on entre dans le domaine de la théorie ergodique, et on parle de système dynamique mesuré ;
- lorsque {\displaystyle \Gamma } est un corps de nombres et l'application {\displaystyle \phi :\Gamma \to \Gamma } une fonction rationnelle, on parle de dynamique arithmétique (en) ;
- lorsque {\displaystyle \Gamma } est un variété algébrique et l'application {\displaystyle \phi :\Gamma \to \Gamma } un morphisme, on parle de dynamique algébrique (en).

### Exemples

#### La fonction logistique

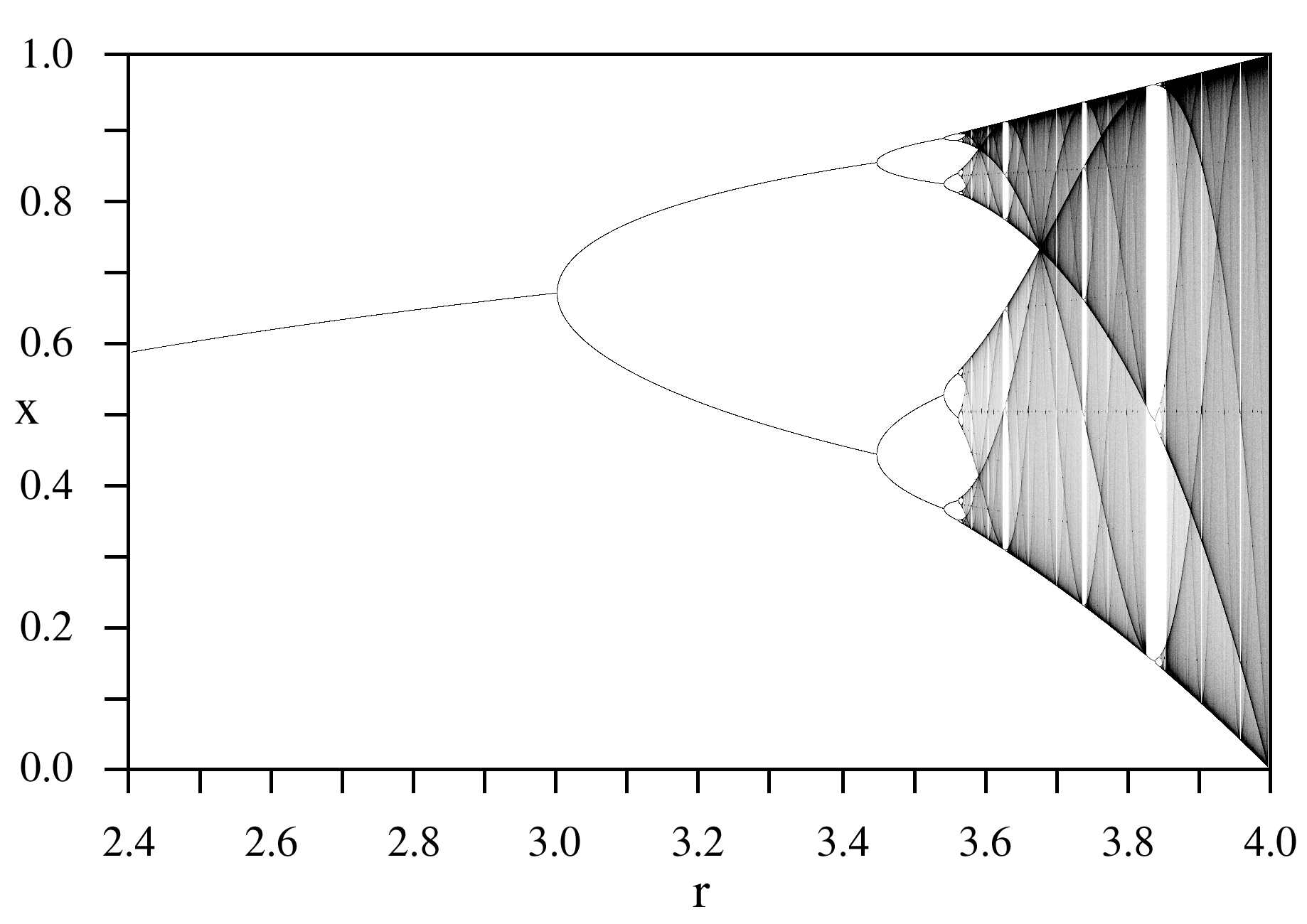
Bifurcations de la fonction logistique.

La fonction logistique est une application du segment [0, 1] dans lui-même qui sert de récurrence à la suite :
| {\displaystyle x_{n+1}\ =\ r\,x_{n}\ (1-x_{n})} |

où n = 0, 1, … dénote le temps discret, {\displaystyle x} l'unique variable dynamique, et r un paramètre réel compris entre 0 et 4.
La dynamique de cette application présente un comportement très différent selon la valeur du paramètre r :
- Pour {\displaystyle 0\leq r<3}, le système possède un point fixe attractif, qui devient instable lorsque {\displaystyle r=3}.
- Pour {\displaystyle 3\leq r<3,57\ldots }, l'application possède un attracteur qui est une orbite périodique, de période {\displaystyle 2^{n}} où n est un entier qui tend vers l'infini lorsque r tend vers 3,57…
- Lorsque {\displaystyle r=3,57\ldots }, l'application possède un attracteur de Feigenbaum fractal (mais non étrange) découvert par Robert May en 1976[9].
- Le cas {\displaystyle r=4} avait été étudié dès 1947 par Stanislas Ulam et John von Neumann[10]. On peut dans ce cas précis établir l'expression exacte de la mesure invariante ergodique[11].

On obtient donc une succession de bifurcations de la régularité vers le chaos lorsque le paramètre augmente, résumée sur la figure ci-jointe.

#### L'application «chat» d'Arnold (1968)
Le nom d'application « chat » provient d'un jeu de mots anglais intraduisible en français : en effet, « chat » se dit « cat » en anglais, et Vladimir Arnold utilisait ce mot comme acronyme de : « Continuous Automorphisms of the Torus, littéralement : « automorphismes continus du tore ».
L'application « chat » est une application du carré [0, 1] × [0, 1] dans lui-même définie par :
| {\displaystyle {\begin{matrix}x_{n+1}&=&x_{n}\,+\,y_{n}\quad (\mathrm {mod} \ 1)\\y_{n+1}&=&x_{n}\,+\,2\,y_{n}\quad (\mathrm {mod} \ 1)\end{matrix}}} |

où (mod 1) signifie : à un entier près. Cette condition entraine que le carré [0, 1] × [0, 1] voit ses bords recollés deux à deux pour former le « tore » du titre. Il s'agit d'un système dynamique conservatif, qui préserve la mesure de Lebesgue dx dy.
Cette application a des propriétés intéressantes qui permettent d'illustrer des concepts fondamentaux de la théorie des systèmes dynamiques.

#### L'application de Hénon (1976)
L'application de Michel Hénon, est une bijection du carré [0, 1] × [0, 1] dans lui-même définie par :
| {\displaystyle {\begin{matrix}x_{n+1}&=&y_{n}\,+\,1\,-\,a\,x_{n}^{2}\\y_{n+1}&=&b\,x_{n}\end{matrix}}} |

où a et b sont deux paramètres, dont des valeurs typiques sont {\displaystyle a=1,4} et {\displaystyle b=0,3}. Avec ces valeurs, la dynamique présente un attracteur étrange de nature fractale, de type Cantor.
Hénon a obtenu ses équations en cherchant une version simplifiée du système dynamique de Lorenz à temps continu introduit en 1963 (voir infra). Le système dynamique de Hénon n'est pas conservatif, car le jacobien de la transformation est constant et vaut {\displaystyle -b}, qui est différent de l'unité dans les cas intéressants.
L'application de Hénon est aussi étudiée et généralisée en tant que système dynamique complexe (dans {\displaystyle \mathbb {C} ^{2}}).

#### Autres exemples
- L'application de décalage sur les suites binaires définie comme suit. L'espace dynamique est l'ensemble des suites de {\displaystyle 0} et de {\displaystyle 1} et l'application à itérer est l'application {\displaystyle \sigma }, dite de décalage (traduction du terme anglophone shift, parfois utilisé en français) qui décale la suite d'un cran vers la gauche : si {\displaystyle x=(x_{0},x_{1},x_{2},...)} est une suite de {\displaystyle 0} et de {\displaystyle 1}, {\displaystyle \sigma (x)} est la suite {\displaystyle (x_{1},x_{2},x_{3},...)}. Ce modèle de système dynamique se généralise et son importance se trouve dans le fait qu'il résulte généralement du codage d'un système dynamique par une partition de Markov (en).
- La dynamique holomorphe sur le plan complexe {\displaystyle \mathbb {C} }. C'est dans ce cadre que l'on définit l'ensemble de Mandelbrot et les ensembles de Julia.
- La percolation.

## Système dynamique à temps continu, système différentiel
Depuis les travaux d'Isaac Newton (1687), l'idée que l'évolution temporelle d'un système physique quelconque est bien modélisée par une équation différentielle (ou ses généralisations à la théorie des champs, les équations aux dérivées partielles) est admise. Cette modélisation différentielle s'est depuis étendue avec succès à d'autres disciplines comme la chimie, la biologie, l'économie…
On considère typiquement un système différentiel du premier ordre du type :
| {\displaystyle {\frac {\mathrm {d} x(t)}{\mathrm {d} t}}\ =\ f(x(t),t)} |

où la fonction f définit le système dynamique étudié (pour un système à n degrés de liberté, il s'agit à proprement parler d'un champ de vecteurs à n dimensions, c’est-à-dire, d'un point de vue prosaïque, un ensemble de n fonctions scalaires). La dérivée "temporelle" {\displaystyle dx(t)/dt} est parfois notée {\displaystyle {\dot {x}}(t)}.

### Problème de Cauchy
On se pose la question suivante, appelée problème de Cauchy : étant donné une condition initiale {\displaystyle x_{0}} représentant l'état complet du système physique dans son espace des phases à un instant initial {\displaystyle t_{0}}, trouver l'état complet du système {\displaystyle x(t)} dans son espace des phases pour tout instant ultérieur {\displaystyle t>t_{0}}. La solution à ce problème fondamental réside dans le théorème de Cauchy-Lipschitz, qui assure (sous une hypothèse assez large) l'existence locale et l'unicité de la solution d'une équation différentielle.

### Déterminisme
L’hypothèse que l’avenir est déterminé par le présent est très audacieuse. Son succès n’est pas a priori évident. Pourtant, toutes les grandes théories fondamentales de la physique l’ont adoptée, à la suite de Newton.

#### Déterminisme d'un système conservatif
Nous conviendrons de dire qu'un système physique conservatif est déterministe si et seulement si la dynamique du système associe à chaque condition initiale {\displaystyle x_{0}} un et un seul état final {\displaystyle x(t)}. Il faut pour cela qu'il existe une application bijective {\displaystyle \phi _{t}:\Gamma \to \Gamma } de l'espace des phases sur lui-même telle que :
| {\displaystyle x(t)\ =\ \phi _{t}(x_{0})} |

Lorsque le temps {\displaystyle t} varie, cette bijection engendre un flot sur {\displaystyle \Gamma }, c’est-à-dire un groupe continu à un paramètre {\displaystyle \phi _{t}} tel que :
| {\displaystyle \phi _{0}\ =\ \mathrm {Id} } |

| {\displaystyle \forall (t,s)\in \mathbb {R} ^{2}\,\quad \phi _{t}\ \circ \phi _{s}\ =\ \phi _{t+s}}. |

Cette description correspond par exemple au flot hamiltonien de la mécanique classique, ainsi qu'au flot géodésique.

#### Cas d'un système non conservatif
Lorsque le système physique considéré est non conservatif, l'application {\displaystyle \phi _{t}} n'est pas bijective, et il existe en général un (ou plusieurs) attracteur dans l'espace des phases du système, c’est-à-dire un sous-ensemble de l'espace des phases invariant sous {\displaystyle \phi _{t}} vers lequel converge le point représentatif {\displaystyle x(t)} du système lorsque le temps {\displaystyle t} tend vers l'infini, et ce pour presque toute condition initiale {\displaystyle x_{0}}.

### Exemples

#### L'oscillateur de Van der Pol(1928)

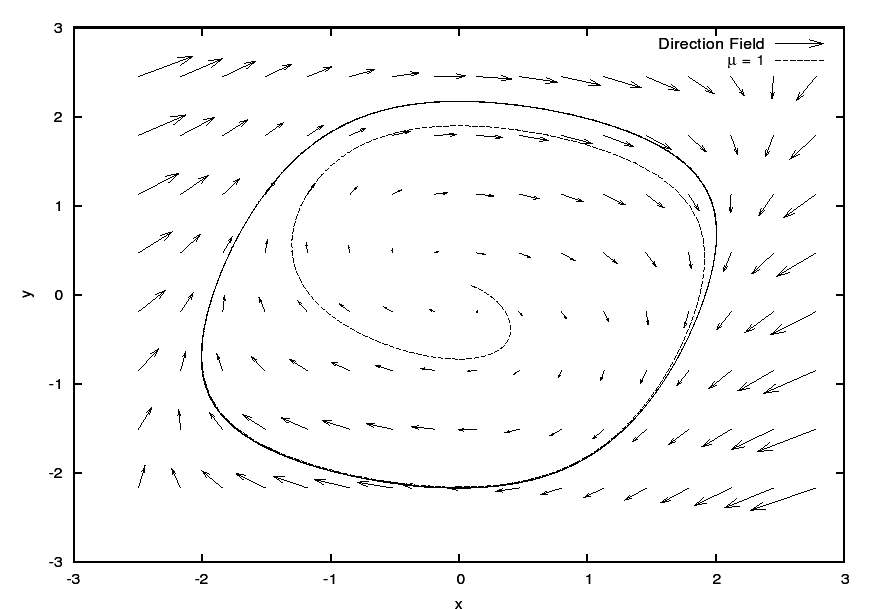
Oscillateur de Van der Pol.

L'oscillateur de van der Pol libre (c.-à-d. sans excitation extérieure) est un système à un degré de liberté, décrit par la coordonnée x(t), qui possède deux paramètres :
- une pulsation {\displaystyle \omega _{0}} ;
- un coefficient de non-linéarité {\displaystyle \epsilon }.

Son équation différentielle s'écrit :
| {\displaystyle {\frac {\mathrm {d} ^{2}x(t)}{\mathrm {d} t^{2}}}\ -\ \epsilon \,\omega _{0}\ \left(1-x^{2}(t)\right)\;{\frac {\mathrm {d} x(t)}{\mathrm {d} t}}\ +\ \omega _{0}^{2}\ x(t)\ =\ 0} |

Ce système dissipatif possède une dynamique régulière lorsqu'il est libre, caractérisée par un attracteur en forme de cycle limite représenté sur la figure ci-contre (où on a posé {\displaystyle \omega _{0}=1}) :

#### Lesystème de Lorenz(1963)

Attracteur étrange de Lorenz.

En 1963, Edward Lorenz a proposé un système différentiel possédant trois degrés de liberté, notés {\displaystyle x(t)}, {\displaystyle y(t)} et {\displaystyle z(t)}, qui s'écrit :
{\displaystyle {\begin{cases}{\dfrac {\mathrm {d} x}{\mathrm {d} t}}=\sigma \left[y(t)-x(t)\right]\\\\{\dfrac {\mathrm {d} y}{\mathrm {d} t}}=\rho \,x(t)-y(t)-x(t)\,z(t)\\\\{\dfrac {\mathrm {d} z}{\mathrm {d} t}}=x(t)\,y(t)-b\,z(t)\end{cases}}}
Dans ces équations, {\displaystyle \sigma }, {\displaystyle \rho } et {\displaystyle b} sont trois paramètres réels positifs. Pour les valeurs suivantes : {\displaystyle \sigma =10}, {\displaystyle \rho =28} et {\displaystyle b=8/3}, ce système dynamique différentiel présente un attracteur étrange, représenté sur la figure ci-contre.

## Systèmes linéairesetnon linéaires
Nous distinguons les systèmes dynamiques linéaires des systèmes dynamiques non linéaires. Dans les premiers, le membre de droite de l'équation est une fonction dépendant linéairement de l'état {\displaystyle x}, telle que :
{\displaystyle x_{t+1}=Ax_{t}} en temps discret, ou {\displaystyle {\dfrac {\mathrm {d} x(t)}{\mathrm {d} t}}=Ax(t)} en temps continu, avec {\displaystyle A\in \mathbb {R} ^{n\times n}} une matrice réelle.
La somme de deux solutions d'un système linéaire est également solution de ce système (« principe de superposition »). Les solutions d'une équation linéaire forment un espace vectoriel, ce qui permet l'utilisation de l'algèbre linéaire et simplifie considérablement l'analyse. Pour les systèmes à temps continu, la transformée de Laplace permet de transformer les équations différentielles en des équations algébriques. La transformée en z joue un rôle analogue pour les systèmes à temps discret.
Les exemples donnés plus haut (la fonction logistique, l'application « chat » d'Arnold, l'application de Hénon, l'oscillateur de Van der Pol, le système de Lorenz) sont des systèmes non linéaires. Leur analyse est en général très difficile. Par ailleurs, les systèmes non linéaires ont souvent des comportements dits chaotiques, ce qui rend leur évolution difficile à anticiper, malgré leur caractère déterministe.

## Système dynamique, définition généralisée
Pour s'extraire du cadre des équations différentielles (en temps continu) ou des suites récurrentes (en temps discret), certains mathématiciens utilisent une définition abstraite des systèmes dynamique qui s'applique notamment à ces deux contextes. Un système dynamique est alors défini par un triplet (T, M, Φ) où T est un monoïde, noté additivement, M un ensemble et Φ une fonction
{\displaystyle \Phi :U\subset T\times M\to M}
avec
{\displaystyle I(x)=\{t\in T:(t,x)\in U\times M\}}
{\displaystyle \Phi (0,x)=x}
{\displaystyle \Phi (t_{2},\Phi (t_{1},x))=\Phi (t_{1}+t_{2},x)}, pour tout {\displaystyle t_{1},t_{2},t_{1}+t_{2}\in I(x)}.
La fonction Φ(t, x) est appelée la fonction d'évolution du système dynamique: elle associe à chaque point de M une image unique, dépendamment de la variable t, appelée paramètre d'évolution. M est appelé espace des phases ou espace des états, et la variable x représente l'état initial du système. On écrit aussi, suivant les quantités fixées :
{\displaystyle \Phi _{x}(t):=\Phi (t,x)}
{\displaystyle \Phi ^{t}(x):=\Phi (t,x)}
Est appelée flux en x et t son graphe trajectoire par rapport à x. L'ensemble
{\displaystyle \gamma _{x}:=\{\Phi (u,x):u\in I(x)\}}
est appelé orbite par rapport à x.
Le sous ensemble S de l'espace des états M est Φ-invariant si pour tout x de S et tout t dans T
{\displaystyle \Phi (t,x)\in S.}
En particulier, pour que S soit Φ-invariant, il est nécessaire que I(x) = T pour tout x dans S.

## Les systèmes dynamiques et lathéorie du chaos
Des systèmes dynamiques non linéaires, ou simplement linéaires par morceau[citation nécessaire], peuvent faire preuve de comportements complètement imprévisibles, qui peuvent même sembler aléatoires (alors qu'il s'agit de systèmes parfaitement déterministes). Cette imprédictibilité est appelée chaos. La branche des systèmes dynamiques qui s'attache à définir clairement et à étudier le chaos s'appelle la théorie du chaos.
Cette branche des mathématiques décrit qualitativement les comportements à long terme des systèmes dynamiques. Dans ce cadre, on ne met pas l'accent sur la recherche de solutions précises aux équations du système dynamique (ce qui, de toute façon, est souvent sans espoir), mais plutôt sur la réponse à des questions comme « Le système convergera-t-il vers un état stationnaire à long terme, et dans ce cas, quels sont les états stationnaires possibles ? » ou « Le comportement à long terme du système dépend-il des conditions initiales ? ».
Un objectif important est la description des points fixes, ou états stationnaires, du système ; ce sont les valeurs de la variable pour lesquelles elle n'évolue plus avec le temps. Certains de ces points fixes sont attractifs, ce qui veut dire que si le système parvient à leur voisinage, il va converger vers le point fixe.
De même, on s'intéresse aux points périodiques, les états du système qui se répètent au bout d'un certain nombre de pas (leur période). Les points périodiques peuvent également être attractifs. Le théorème de Charkovski donne une contrainte sur l'ensemble des périodes possibles des points d'un système dynamique à variable réelle et fonction d'évolution continue ; notamment, s'il existe un point de période 3, il existe des points de période quelconque (résumé souvent en « période 3 implique chaos », d'après le titre d'un article fondateur).
Le comportement chaotique de systèmes complexes n'est pas une surprise – on sait depuis longtemps que la météorologie comprend des comportements complexes et même chaotiques. La véritable surprise est plutôt la découverte de chaos dans des systèmes presque triviaux ; ainsi, la fonction logistique est un simple polynôme du second degré, pourtant le comportement de ses solutions est chaotique.

#### Ouvrages d'initiation
- Aurélien Alvarez, Destination systèmes dynamiques avec Poincaré, Le Pommier, 2013
- John H. Hubbard et Beverly H. West, Équations différentielles et systèmes dynamiques, Cassini, 1999  (ISBN 284225015X)
- Grégoire Nicolis et Ilya Prigogine, À la rencontre du complexe, Collection Philosophie d'aujourd'hui, PUF, 1992  (ISBN 2-13-043606-4)
- (en) Boris Hasselblatt (de) et Anatole Katok, A first course in dynamics : with a panorama of recent developments, Cambridge, Cambridge University Press, 2003, 424 p. (ISBN 0-521-58750-6)
- (en) Diederich Hinrichsen (en) et Anthony J. Pritchard, Mathematical Systems Theory. Modelling, State Space Analysis, Stability and Robustness, New York, Springer, 2005  (ISBN 978-3-540-44125-0)
- (en) Boris Hasselblatt et Anatole Katok, Introduction to the Modern Theory of Dynamical Systems : With a supplement by Anatole Katok and Leonardo Mendoza, Cambridge University Press, coll. « Encyclopedia of Mathematics and Its Applications » (no 54), 1997 (ISBN 0-521-57557-5)
- David Ruelle, Hasard et chaos, Odile Jacob, Paris, 1991.
- James Gleick (trad. Christian Jeanmougin), La Théorie du Chaos [« Chaos: Making a New Science »], Flammarion, coll. « Champs », Paris, 1988 (réimpr. 1999), 431 p.  (ISBN 2-08081-219-X)

#### Ouvrages plus techniques
- (en) Stephen Smale, The Mathematics of Time - Essays on Dynamical Systems, Economic Processes & Related Topics, Springer-Verlag, 1980  (ISBN 978-0-387-90519-8)
- (en) Boris Hasselblatt et Anatole Katok (eds.), Handbook of Dynamical Systems, Elsevier. Vol. 1A, 2002  (ISBN 978-0-444-82669-5) ; Vol. 1B, 2005  (ISBN 978-0-444-52055-5)
- (en) Bernold Fiedler (ed.), Handbook of Dynamical Systems. Vol. 2: Applications, Elsevier, 2002  (ISBN 978-0-444-50168-4) ; Vol. 3: Geometric Methods of Differentiable Dynamics, Elsevier, 2010  (ISBN 978-0-444-53141-4)
- (en) Leonid Bunimovich, Roland Lwowitsch Dobruschin, Iakov Sinaï, Anatoly Vershik et al., Dynamical Systems, Ergodic Theory and Applications, Series: Encyclopaedia of Mathematical Sciences 100, Volume package: Mathematical Physics, Springer-Verlag, 2e édition, 2000  (ISBN 978-3-540-66316-4)
- (en) Vladimir Damgov, Nonlinear and Parametric Phenomena. Applications to Radiometric and Mechanical Systems, World Scientific, Series on Nonlinear Sciences, 2004

#### Bibliothèque virtuelle
- Paul Manneville, Systèmes dynamiques et chaos, 1998, 233 p. Cours donné par l'auteur (LadHyX, École Polytechnique) aux DEA de Physique des Liquides et de Mécanique [lire en ligne]
- (en) David Ruelle, Ergodic theory of differentiable dynamical systems, Publ. Math. IHES 50 (1979), 27-58 [(en) texte intégral][PDF].